# Ак-Кая (гора, Кабардино-Балкария)
Ак-кая (карач.-балк. Акъ-къая — «Белая скала») — гора на Кавказе, в Кабардино-Балкарии, в Скалистом хребте.

## Географическое положение
Расположена в междуречье рек Чегема с запада и Черека-Хуламского с востока. Является частью огромного горного массива Ак-кая (массив).

## Происхождение названия
В переводе с карачаево-балкарского языка Ак-кая означает «белая скала». Объясняется это, возможно, тем, что гора сложена из особо светлого известняка, на её стенах часто встречаются белые осыпи.

## Интересные факты
На многих картах вершина Ак-кая часто по ошибке указывается как Бодула. Однако вершина Бодула находится в 1 км восточнее Ак-каи.